# 重庆市妇女联合会
重庆市妇女联合会，简称重庆市妇联，是中华人民共和国重庆市妇女儿童工作者组成的人民团体，是中华全国妇女联合会的地方组织，接受中国共产党重庆市委员会的领导。其最高权力机构是重庆市妇女代表大会。